# 1758
Cette page concerne l'année 1758  du calendrier grégorien.
L'année 1758 est une année commune qui commence un dimanche.

## Événements
- 21 mars : les Marathes prennent Sirhind puis Lahore le 20 avril[1].
- 29 avril : bataille de Gondelour entre la France et le Royaume-Uni[2]. L’amiral d’Aché et Lally-Tollendal débarquent des renforts à Pondichéry.
- 3 août : bataille de Negapatam ou de Karikal. L’amiral d’Aché décide de retourner à l’Île-de-France pour hiverner, ce qui empêche Lally-Tollendal d’attaquer Madras[2].

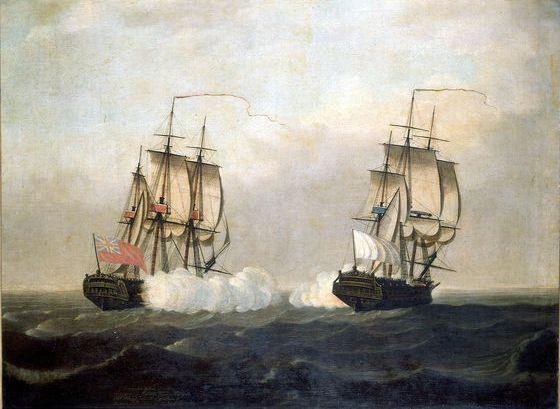
29 septembre : le Pitt attaquant le navire français le Saint-Louis, navire de l'escadre du comte d'Aché, près de Pondichéry. L'attaque est repoussée.

- Octobre : prise d'Aksou en Kachgarie par le maréchal mandchou Zhaohui (Chao Hui) ; il passe un hiver difficile, assiégé à Yarkand, ses hommes étant réduit au cannibalisme, avant de recevoir des renforts en 1759[3].
- 9 décembre : victoire britannique à la bataille de Condore ou de Peddipore. Le marquis de Conflans doit se réfugier à Masulipatam[4].
- 14 décembre : les Français de Lally mettent le siège devant Madras[5] ; il est levé le 16 février 1759[4].
- 26 décembre : prise de Gorée par les Britanniques chassent les Français du Sénégal (fin en 1779)[6].
- Décembre : les Birmans de la nouvelle dynastie Konbaung, sous les ordres de leur roi Alaungpaya, ravagent Imphal, capitale du Manipur[7].
- Traité de Koldja, qui ouvre le Xinjiang au commerce russe, premier en date des traités inégaux imposés par la Russie à la Chine[8].

### Amérique
- 8 juin : début du siège de Louisbourg[9].
- 1er juillet : victoire britannique sur les Acadiens à la bataille du Cran[10].
- 8 juillet : à la Bataille de Fort Carillon, Ticonderoga, au sud du lac Champlain (de nos jours dans l'État de New York) les 3 600 hommes (dont les 400 Canadiens du Chevalier de Lévis) brisent l'assaut des 15 000 Britanniques et leurs alliés sous les ordres du major général James Abercrombie[9].

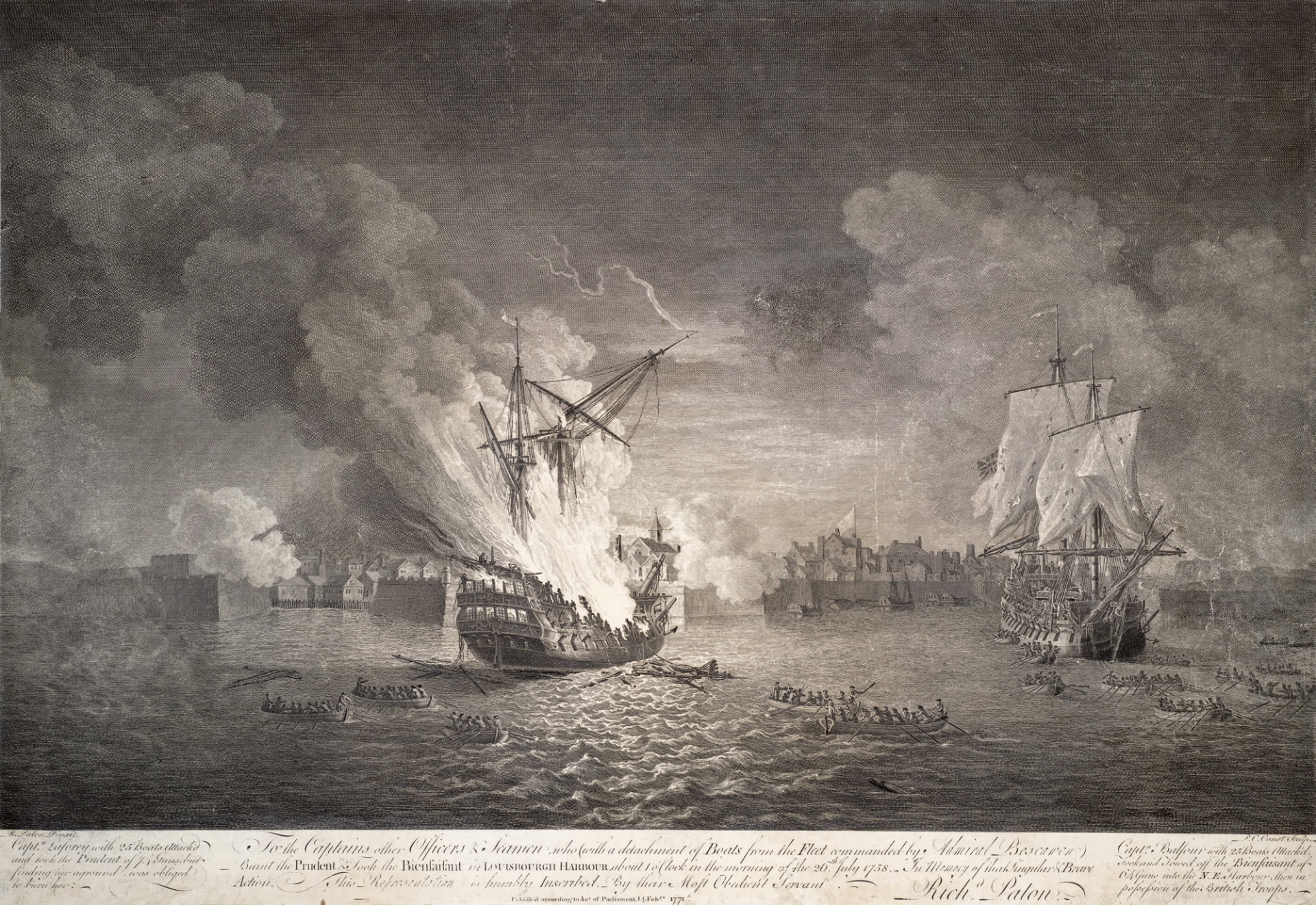
26 juillet : incendie du vaisseau français le Prudent (74 canons) et capture du Bienfaisant (64 canons), lors du siège de Louisbourg. Gravure faite d'après un tableau de Richard Paton.

- 26 juillet : les Britanniques profitent de la mobilisation de Montcalm sur Fort Carillon pour prendre Louisbourg (Jeffrey Amherst et James Wolfe, soutenus par la flotte de Edward Boscawen) et Fort Frontenac, et contrôler l’entrée du Saint-Laurent[9].
- 25 - 27 août : victoire britannique à la bataille de Fort Frontenac[11].

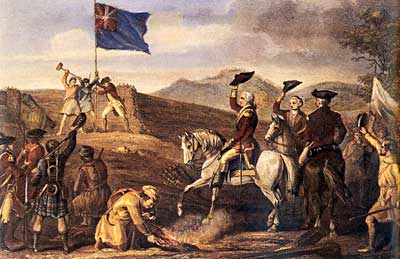
13 septembre : bataille de Fort Duquesne

- 13 septembre : victoire française à la bataille de Fort Duquesne[12].
- 2 octobre : inauguration à Halifax de la première Assemblée législative de Nouvelle-Écosse, élue à côté du gouverneur et du Conseil[13].
- 12 octobre : victoire britannique à la bataille de Fort Ligonier[14].
- 25 novembre : les troupes britanniques et leurs alliés commandés par le général John Forbes prennent le Fort Duquesne qui ouvraient l’accès à la vallée de l'Ohio (le fort est baptisé Fort Pitt, aujourd’hui Pittsburgh). La Louisiane est coupée du Canada[14].

### Europe
- 22 janvier : occupation de Königsberg par la Russie, qui avance en Prusse[15].
- 27 février, Russie : arrestation de Bestoujev-Rioumine, adversaire de l’alliance avec la France. Vorontsov lui succède aux affaires étrangères[16].
- 28 février : victoire navale britannique au large de Carthagène[17].
- 12 mai, Portugal : Carvalho e Melo impose par décret des expropriations pour soumettre les intérêts particuliers « à l’utilité publique de la régularité et de la beauté de la capitale »[18]. La reconstruction de Lisbonne selon un plan rectiligne et de tendance néoclassique est l’une des plus grandes réalisations architecturales du siècle.
- 27 mai-1er juillet : échec du siège d'Olomouc par les Prussiens[19].
- 5 - 12 juin : raid sur Saint-Malo ; l’armée britannique débarque dans la baie de Cancale et progresse vers Saint-Malo. Elle ne peut prendre la ville et rembarque[20].
- 12 juin : bataille de Rheinberg[21].

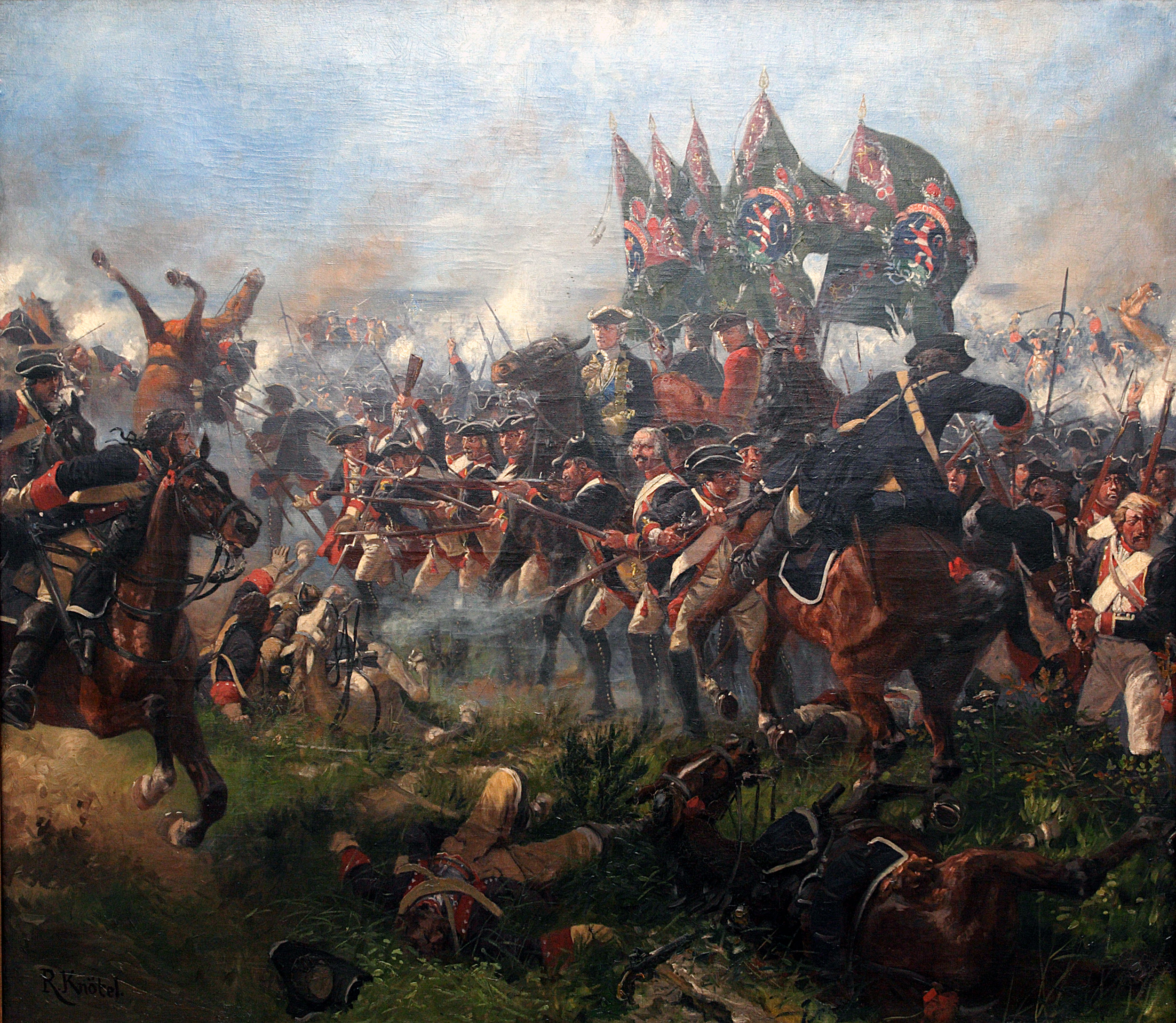
23 juin : bataille de Krefeld.

- 23 juin : la France, vaincue à Crefeld, sur le Rhin, abandonne le Hanovre[15].
- 30 juin : victoire autrichienne sur la Prusse à la bataille de Domstadtl. Frédéric II de Prusse doit évacuer la Moravie[22].
- 6 juillet : élection du pape Clément XIII (fin de pontificat en 1769)[23]. Il est partisan d’une politique plus dure, favorable aux jésuites.
- 23 juillet : victoire du duc de Broglie sur la Hesse à la bataille de Sandershausen, près de Cassel[15].
- 5 août : Chevert est battu près de Mehr par le général Imhof qu'il voulait surprendre[15].
- 7-16 août : raid sur Cherbourg[24].
- 15 août : les Russes assiègent la forteresse de Küstrin, clef du Brandebourg[15].
- 25 août : l’armée russe est assiégée par les Prussiens à Zorndorf. Elle se dégage au prix de lourdes pertes et se replie en Prusse-orientale[15].

- 3 septembre : 

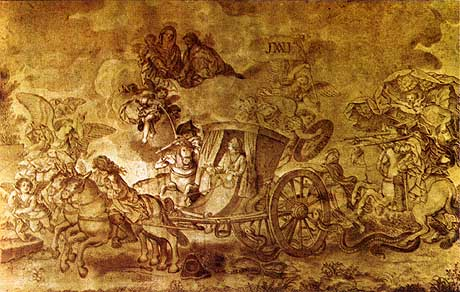
3 septembre : Joseph Ier de Portugal échappe à une tentative d'attentat

  - Joseph Ier de Portugal échappe à une tentative d’attentat[25].
  - Les Britanniques tentent un débarquement à Saint-Cast en Bretagne[26].
- 11 septembre : bataille de Saint-Cast. Les forces rassemblées à la hâte par le duc d'Aiguillon repoussent une tentative de débarquement britannique[20].
- 22 septembre : traité de subsides entre la France, l’Autriche et la Suède[24].
- 26 septembre : victoire prussienne sur la Suède à Tarnow[27].
- 28 septembre : le général prussien Wedel parvient à chasser les Suédois qui menaçaient Berlin à Fehrbellin[27] ; l'armée suédoise évacue la Prusse et prend ses quartiers d'hiver à Stralsund[28].
- 10 octobre : les armées françaises et saxonne battent les armées de Hesse-Cassel et de Hanovre à la bataille de Lutzelberg[15].
- 13-14 octobre : défaite de Frédéric II de Prusse à la bataille de Hochkirch, en Saxe[15].
- 5 novembre : l’armée autrichienne doit lever le siège de Neisse, puis celui de Kosel et se retirer devant l’avance prussienne[22].
- 12 décembre : procès Tavora. À la suite d’une aventure amoureuse du roi Joseph Ier de Portugal, plusieurs nobles, autour de la famille des Tavora, sont accusés d’attentat contre le roi et cruellement châtiés (13 février 1759)[29]. La fraction la plus réactionnaire de la haute aristocratie est éliminée. La noblesse, en état de choc, renonce à manifester publiquement son opposition. Pombal en profite pour combattre les jésuites compromis avec les milieux nobiliaires de l’opposition.
- 30 décembre : nouveau traité d’alliance offensive et défensive signé à Versailles entre l’Autriche et la France. Louis XV s’engage à faire rentrer, à la conclusion de la paix, Marie-Thérèse en possession de la Silésie et du pays de Glatz. L’Autriche renonce à la réversibilité de Parme, de Plaisance et de Guastalla en faveur des descendants mâles de Don Philippe[22].

## Naissances en 1758
- 20 janvier : Marie-Anne Pierrette Paulze, peintre et illustratrice française († 10 février 1836).
- 22 février : Louis Jean-Baptiste Le Clerc (Lorgues, comte de Lassigny, aristocrate français du XVIIIe siècle († 10 août 1792).
- 26 mars : François-Louis Gounod, peintre et graveur français († 5 mai 1823).
- 29 mars : Pierre-Nicolas Legrand de Lérant, peintre français († 11 mai 1829).
- 4 avril : Pierre-Paul Prud'hon, peintre et dessinateur français († 16 février 1823).
- 23  avril : Philip Gidley King, officier de marine et homme politique britannique († 3 septembre 1808).
- 28 avril : James Monroe, Président des États-Unis († 4 juillet 1831).
- 6 mai : Maximilien de Robespierre, homme politique français († 28 juillet 1794).
- 2 juin : Juan José Paso,  juriste et homme politique espagnol puis argentin († 10 septembre 1833).
- 18 juin : Robert Bowyer, peintre britannique († 4 juin 1835).
- 12 juillet : Jean-Baptiste Lefranc, avocat et homme politique français († 1er novembre 1839).
- 18 juillet : Pierre Joseph Lafontaine, peintre belge († 12 janvier 1835).
- 4 août[30] : Boniface de Castellane, personnalité politique et militaire français († 1837).
- 18 août : François Watteau, peintre français († 1er décembre 1823).
- 12 septembre : Jacques-Albert Senave, peintre flamand[31] († 1823).
- 29 septembre : Horatio Nelson, amiral britannique († 21 octobre 1805).
- 3 octobre : Louis-Auguste Brun, peintre paysagiste, animalier et portraitiste suisse († 8 octobre 1815).
- 25 novembre : Pierre-Amable de Bonne, seigneur, avocat, juge et homme politique canadien  († 6 septembre 1816).
- 2 décembre : Adrien-Philippe Raoux, avocat et essayiste belge († 29 août 1839).
- 13 décembre : Jacques-Hyacinthe Fabry, juriste et homme politique belge († 13 janvier 1851).
- 15 décembre : Gianni Felice, graveur et peintre italien († 21 janvier 1823).
- 28 décembre : Juan Martínez de Rozas, homme politique chilien († 16 mai 1813).
- Date précise inconnue :
  - Joseph Marchand, peintre français († 23 novembre 1843).
  - Agostino Ugolini, peintre italien d'art sacré († 1826).
- Vers 1758 :
- Jean-Louis Annecy, homme politique français originaire de Saint-Domingue († vers 1807].

## Décès en 1758
- 12 janvier :  Michael Gabriel Fredersdorf, chambellan secret et confident de Frédéric II de Prusse (° 1708).
- 18 janvier : François Nicole, mathématicien français (° 23 décembre 1683).
- 20 janvier : François Mackandal, esclave marron (° ?).
- 27 février : Luke Schaub, diplomate britannique d'origine suisse (° 1er mai 1690).
- 28 février : Francesco Maria Raineri, peintre baroque italien (° 1676).
- 2 mars :
  - [32] Pierre Guérin de Tencin, cardinal français et ministre, archevêque de Lyon  (° 22 août 1680).
  - Johann Baptist Zimmermann, peintre et stucateur bavarois de style baroque et rococo (° 3 janvier 1680).
- 22 avril : Antoine de Jussieu, botaniste et médecin français  (° 6 juillet 1686).
- 23 avril : Nicola Maria Rossi, peintre italien de la période baroque (° 1690).
- 30 avril : François d'Agincourt, compositeur, claveciniste et organiste français (° 1684).
- 3 mai : Benoît XIV, pape (° 31 mars 1675).
- 27 juin : Michelangelo Unterberger, peintre autrichien (° 11 août 1695).
- 4 août : Bartolomeo Nazari, peintre du baroque tardif (rococo) italien (° 10 mai 1699).
- 9 août : Francesco Mancini, peintre baroque et rococo italien (° 1679).
- 19 octobre : Agostino Masucci, peintre italien (° vers 1691).
- ? octobre : Theophilus Cibber, acteur et auteur dramatique anglais puis britannique (° 26 novembre 1703).
- 12 décembre : Françoise de Graffigny, femme de lettres française (° 11 février 1695).
- 26 décembre : François-Joseph de Chancel, auteur dramatique et poète français (° 1er janvier 1677).
- Date précise inconnue :
  - Ciro Adolfi, peintre baroque italien (° 1683).
  - Assad Pacha al-Azem, gouverneur ottoman de la province de Damas (Sham) (° ?).
  - Giuseppe Dallamano, peintre baroque italien (° 1679).